# 14 Trianguli
14 Trianguli är en misstänkt variabel (VAR) i stjärnbilden Triangeln. 
14 Tri är en orange jätte som har visuell magnitud +5,15 och varierar i amplitud med 0,006 magnituder utan fastställd periodicitet.